# Werner Heilig
Werner Heilig (* 20. Oktober 1921; † 29. Januar 1987) war ein  deutscher Fußballspieler von Eintracht Frankfurt, welcher zumeist im WM-System als linker Außenläufer in der damals erstklassigen Fußball-Oberliga Süd  von 1945 bis 1957 insgesamt in 12 Runden 309 Ligaspiele mit 28 Toren für die Adlerträger aus der Bankenmetropole am Main absolviert hat. Zuvor hatte der examinierte Chemiker und spätere Ehrenspielführer bereits von 1940 an in der Gauliga Südwest beziehungsweise Hessen-Nassau für die Eintracht in der Ligamannschaft gespielt.

## Laufbahn
Im Jahr 1933 begann in der Schülermannschaft von Eintracht Frankfurt die fußballerische Laufbahn von Werner Heilig. Erstmals wurde der Jugendfußballer in der Saison 1939/40 im Pokal bei der Eintracht im Seniorenbereich zum Einsatz gebracht, ab 1940/41 dann in der Gauliga. Eine besondere Episode wird im Eintracht-Buch aus der Saison 1942/43, aus der Zeit des Zweiten Weltkriegs mit akutem Spielermangel und Abstiegsgefahr, geschildert: „Im Tschammer-Pokal wurde das Endspiel auf Gauebene erreicht – und wieder hieß der Gegner Offenbacher Kickers. Erneut hatte die Eintracht große Besetzungsprobleme. So begann der linke Läufer Heilig am 8. August vor 6.000 Zuschauern im Stadion zunächst als Torhüter, spielte in der zweiten Halbzeit aber für den verletzten Feth Mittelläufer. Dafür hütete nun der linke Verteidiger Stubb das Tor. Trotzdem lieferte die Eintracht den Kickers einen großen Kampf und unterlag nur denkbar knapp mit 1:2.“
Nach insgesamt 355 Ligaeinsätzen mit 53 Toren beendete der vielseitig einsetzbare Spieler, der auf dem Rasen eher unauffällig agierte, der aber über die berühmten „zwei Lungen“ zu verfügen schien, nach der Saison 1956/57 unter Trainer Adolf Patek seine langjährige Spielerlaufbahn.
Nach Ende des Zweiten Weltkriegs hatte Heilig der ersten Eintracht-Nachkriegsmannschaft am 26. August 1945 bei einem 3:3 gegen die SG Union Niederrad an der Seite von Hermann Lindemann und Erwin Schädler angehört. Und ein Jahr später gehörten Toni Turek, der Weltmeister von 1954 und „Fußballgott“, sowie Edmund „Eddi“ Adamkiewicz in der Saison 1946/47 zu seinen Mitspielern.
Er wurde bereits 1952 als aktiver Spieler der Eintracht zum Ehrenspielführer ernannt und gewann mit den Adlerträgern 1952/53 die Meisterschaft in der Oberliga Süd. Heilig hatte alle 30 Ligaspiele bestritten und vier Tore unter Trainer Kurt Windmann erzielt. In der Endrunde um die deutsche Fußballmeisterschaft scheiterte Heilig mit Mannschaftskameraden wie Helmut Henig (Torhüter), Adolf Bechtold, Hans Wloka, Erich Dziwoki, Hubert Schieth, Alfred Pfaff und Erich Ebeling lediglich am späteren Finalsieger 1. FC Kaiserslautern mit den Walter-Brüdern. Auch in der Endrunde hatte Heilig bei keinem der sechs Gruppenspiele gefehlt.
Neben dem Spielbetrieb in der Oberliga Süd erlebte Heilig mit der Eintracht aber auch Reisen nach Spanien (Weihnachten 1950), eine mehrwöchige USA-Reise im Mai 1951 und 1952 eine 14-tägige Weihnachtstour nach Ägypten. Mit dem Spiel am 14. April 1957, einem 1:0-Auswärtserfolg gegen die Stuttgarter Kickers, verabschiedete sich der Eintracht-Ehrenspielführer aus der Oberliga Süd.